# Adrien Decourcelle
Adrien Decourcelle (Parigi, 28 ottobre 1821 – Étretat, 6 agosto 1892) è stato un commediografo e drammaturgo francese.
Attivo durante il XIX secolo, ottenne in patria un notevole successo e viene ricordato specialmente come tragediografo.
Tra le sue opere drammaturigiche si distinguono  Jenny l'ouvrière del 1850, Sarah la créole del 1852, Le père del 1877.
Tra le sue commedie le più note sono Une soirée à la Bastille del 1845, La journée d'un seducteur del 1846, Monsieur mon fils del 1855, La chasse au bonheur del 1870.
Scrisse anche delle poesie che nulla aggiunsero alla sua notorietà.
Adrien Decourcelle è sepolto nel cimitero di Père-Lachaise di Parigi.